# Meunasah Pulo (Sawang)
Meunasah Pulo is een bestuurslaag in het regentschap Aceh Utara van de provincie Atjeh, Indonesië. Meunasah Pulo telt 845 inwoners (volkstelling 2010).